# Dungeon Keeper (jeu vidéo, 1997)
Pour le jeu mobile de 2014, voir Dungeon Keeper (jeu vidéo, 2014).
Dungeon Keeper est un jeu de stratégie de Peter Molyneux développé par Bullfrog et édité par Electronic Arts en 1997, pour les plateformes DOS et Windows. Cet article concerne ces versions, considérées en 2014 comme des abandonwares, qui peuvent se jouer  en solo ou à plusieurs (modem, null modem, réseau local — protocole IPX —, mais pas TCP/IP).
En 1997, Electronic Arts publie l'extension Dungeon Keeper: The Deeper Dungeons, toujours développée par Bullfrog et toujours pour DOS et Windows, qui propose 30 missions supplémentaires (15 en solo, 15 en multijoueur) et une intelligence artificielle améliorée, mais pas d'autres nouveautés.
En 1998, Electronic Arts publie Dungeon Keeper: Gold Edition, qui regroupe le jeu originel, son extension, un éditeur de niveaux, et un thème pour Windows 95.
Le 25 octobre 2013, Electronic Arts publie des versions free to play de  Dungeon Keeper développées par Mythic Entertainment pour Android, iPad ou iPhone, et Kindle Fire. Leur gameplay est similaire à celui d'un tower defense, où le joueur doit se défendre contre des hordes d'ennemis, et elles ont souvent été très critiquées,. Elles ne seront pas détaillées ici.

## Scénario
Le joueur incarne un gardien maléfique chargé de soumettre des territoires d'un monde fantasy où règne un ordre insupportable, une prospérité malencontreuse, et une joie de vivre intolérable. En mode solo, Dungeon Keeper consiste en 20 missions successives, agrémentées de six niveaux secrets, dont la difficulté croissante est censée favoriser l'apprentissage progressif des règles et des subtilités du jeu.
La future mission est présentée à partir d'une vue extérieure générale : le joueur semble se tenir en hauteur, en train de contempler une île idyllique où retentissent les chants d'oiseaux, pendant qu'une voix sépulcrale explique la nature du « problème » à résoudre ; le premier scénario est par exemple présenté ainsi : « Euphoria. Au sein du royaume de la joie, le peuple d'Euphoria souffre tout au plus de crampes des zygomatiques, mais pas de furoncles comme nous l'espérions. Euphoria est une terre répugnante de bonne humeur et de frivolités distinguées ».
Chaque mission se déroule dans des souterrains régulièrement assaillis par des héros avides de trésors ou par des rivaux qui souhaitent conquérir l'endroit. Les conditions de victoire sont spécifiques à chaque scénario ; généralement, le joueur l'emporte lorsqu'il parvient à éliminer tous les adversaires de la zone (héros ou autres gardiens), et il perd lorsque le cœur de son domaine est détruit. Pour développer son territoire, généralement appelé « donjon » par analogie avec le mot anglais dungeon, le joueur doit construire des pièces capables d'attirer des serviteurs qui l'aideront de différentes manières : assauts contre les ennemis, fabrications de portes et de pièges, recherches de sortilèges et de nouvelles salles, etc. L'aménagement général du domaine doit être réfléchi avec attention : la bonne disposition des galeries, des salles, des portes, et des pièges revêt une grande importante pour bien sécuriser ses possessions. Pour alimenter son trésor, le joueur doit exploiter les richesses du sous-sol ; l'essentiel de ses revenus provient de filons d'or, plus rarement de gisements de pierres précieuses. Cet or permet de construire les salles, de lancer des sortilèges, de payer les gages des serviteurs et de les entrainer pour qu'ils gagnent de l'expérience.
Après avoir accompli sa tâche, le joueur entend un compte rendu récité par la voix caverneuse qu'il a entendue avant de commencer ; la réussite du premier scénario est par exemple présentée ainsi : « Grise-mine. La guerre et les furoncles ont envahi ces terres comme des rats dans les égouts. Grâce à vos efforts acharnés, cette région est maintenant une véritable horreur ». Sur l'écran général, le joueur constate alors les dévastations qui ternissent les terres conquises : les villes carbonisées sont maculées de rouge sanglant, des croassements de corbeaux ont remplacé les chants d'oiseaux, la mer s'est obscurcie et le ciel s'est noirci…

## Système de jeu

### Carte souterraine

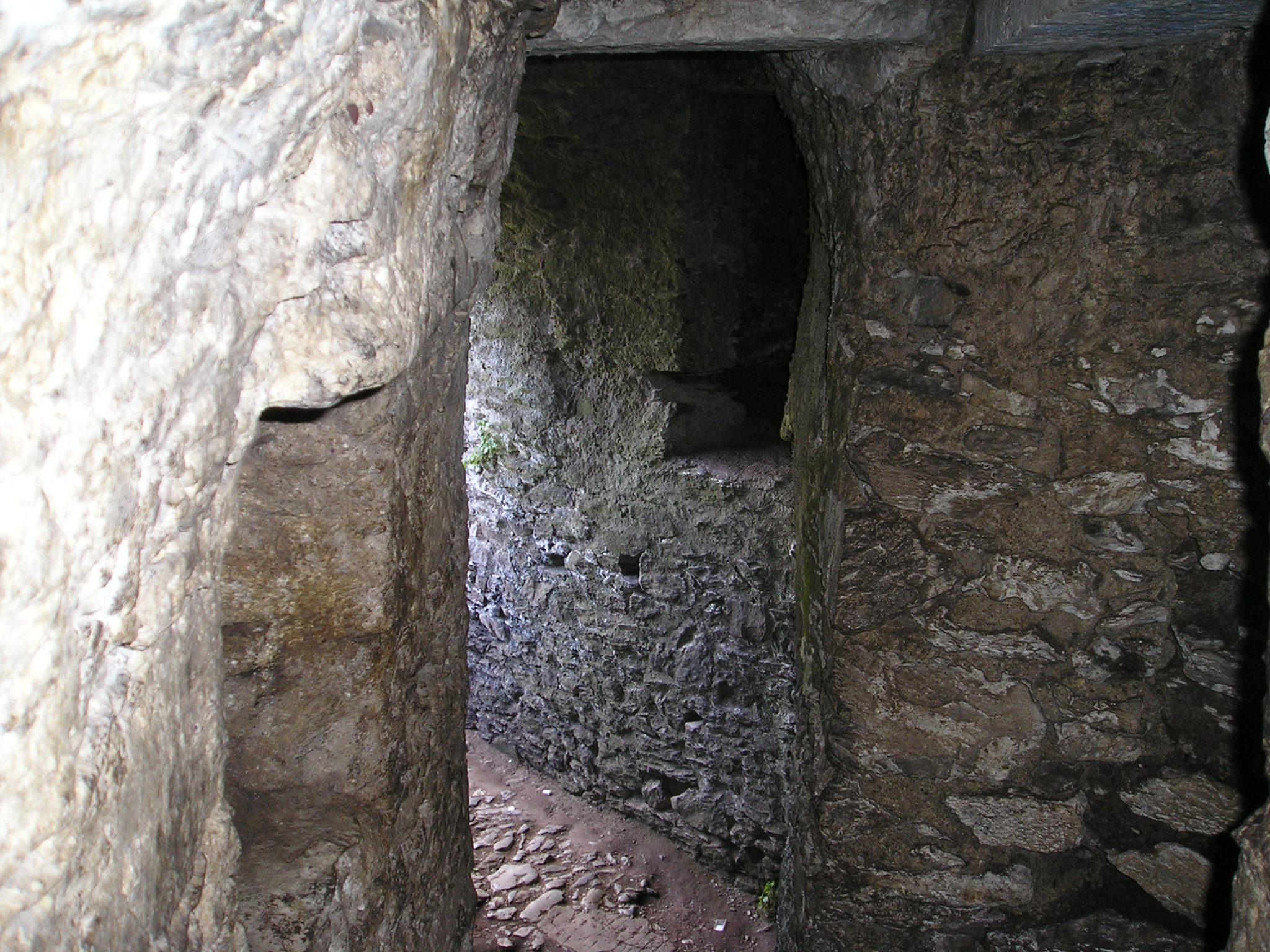
Les oubliettes d'un château.

Chaque mission se déroule sous terre, dans un univers très sombre couvert d'un brouillard de guerre. La vue est représentée en vue plongeante en trois dimensions. Tout espace souterrain se caractérise par les types de terrain suivant :
- les blocs de terre meuble peuvent être creusés (et donc détruits), ce qui libère de l'espace pour aménager des salles et des couloirs ; ces blocs peuvent contenir des pépites d'or qui, une fois exploitées, seront stockées dans une salle au trésor ;
- les blocs de roche, impossibles à creuser et donc infranchissables, délimitent généralement la zone de jeu ; ces blocs peuvent contenir des pierres précieuses, qui fournissent des ressources financières inépuisables (qui s'extraient plus lentement que de l'or) ;
- les surfaces d'eau souterraine ralentissent les créatures qui les traversent ;
- les zones de lave sont généralement infranchissables, sauf pour certaines créatures qui apprécient particulièrement les hautes températures ;
- les surfaces pavées et les salles représentent les lieux aménagés qui peuvent préexister sur une carte ou appartenir à un joueur.

### Salles
Les salles attirent les créatures dans les profondeurs et augmentent le nombre de « services » à disposition du joueur qui contrôle les lieux ; par exemple, une salle de torture attire les « maîtresses noires » et peut faire changer de camp des adversaires qui y « séjournent ». La surface des salles peut avoir un impact direct sur la variété des créatures attirées et sur les tâches qu'elles peuvent y accomplir ; par exemple, un atelier trop exigu ne permet pas de fabriquer tous les objets.
Le joueur ne peut construire des salles que sur les zones dégagées qu'il contrôle ; en général, cela implique que les lutins creusent d'abord un espace dans la terre meuble du sous-sol, puis revendiquent l'espace dégagé au nom du joueur. Le montant d'or nécessaire à chaque construction dépend du type de salle et de sa taille.
Le nombre de salles que peut construire un joueur évolue au fur et à mesure que se terminent les recherches faites à la bibliothèque. Dans la plupart des cas, en début de partie, le joueur ne sait construire que des salles au trésor, des antres, des couvoirs, des bibliothèques, et des salles d'entrainement ; il possède par ailleurs un cœur de donjon relativement proche d'un portail relié à la surface.
Les lutins peuvent renforcer les parois des salles et des couloirs pour rendre plus difficiles les intrusions des ennemis qui creusent des galeries au lieu d'emprunter les passages existants.

### Créatures

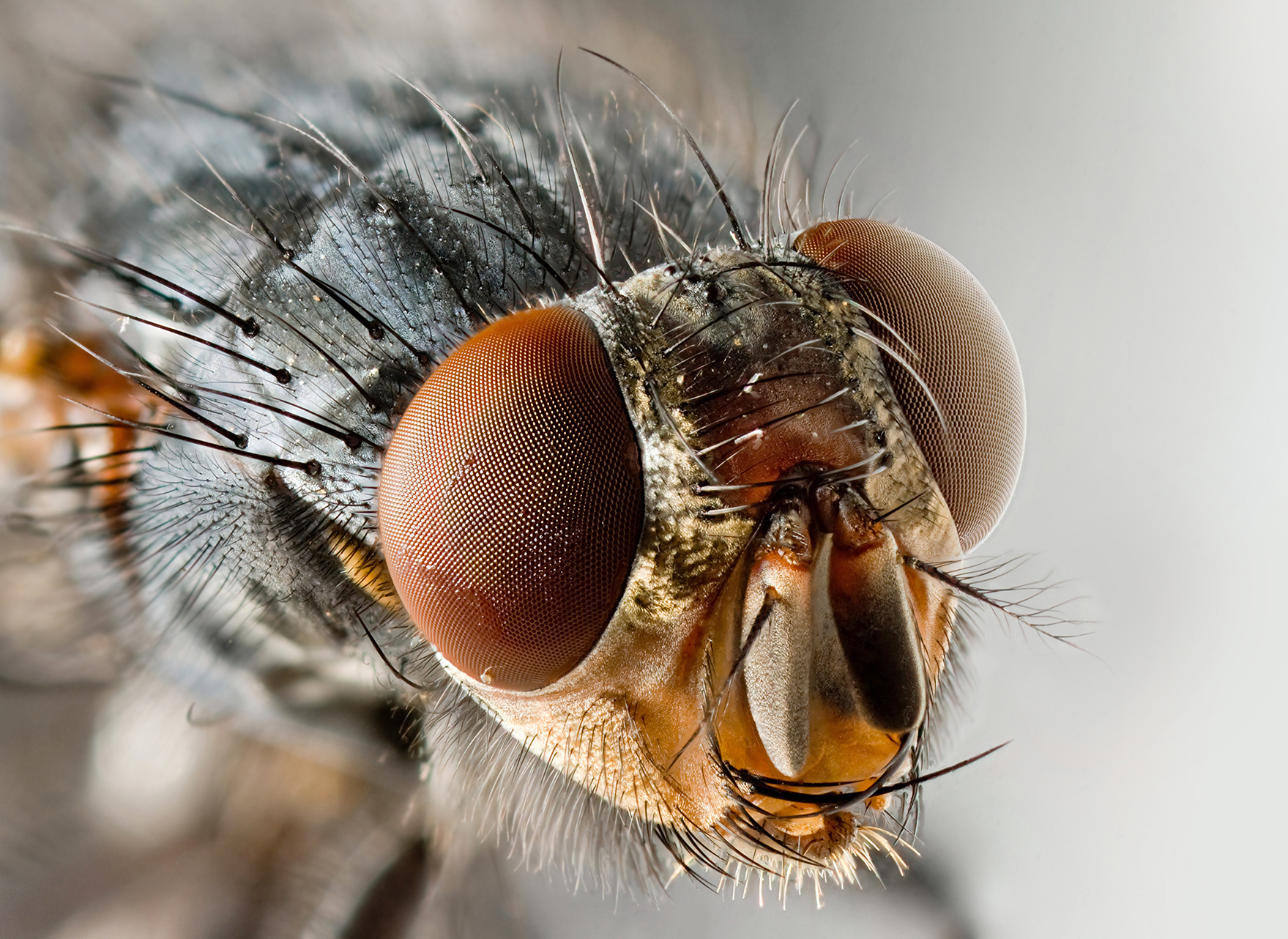
Gros plan sur une mouche.

Les souterrains sont parcourus par une grande variété de créatures très classiques dans un univers médiéval-fantastique : les « créatures du mal » servent généralement de larbins aux gardiens qui luttent pour régner sur les sous-sols ; les « héros du bien » viennent perturber cette volonté de dominer sans partage et tentent de détruire le territoire du joueur, de tuer ses serviteurs, et de piller ses trésors.
Chaque créature est décrite de façon individuelle par un nom propre, un niveau de colère, un niveau d'expérience (de 1 à 10), les armes et les pouvoirs dont elle dispose, le total de ses victimes, la durée passée dans le donjon, l'or qu'elle transporte, les gages qu'elle perçoit, et plusieurs caractéristiques physiques (chance, compétence, défense, dextérité, force, santé, groupe sanguin) ; plus une créature est expérimentée, plus elle est puissante.
Bien que le joueur puisse maltraiter ses serviteurs, il doit veiller à ce que leur humeur ne devienne exécrable, car sinon ils deviennent incontrôlables et peuvent tout saccager. Le joueur peut également prendre possession de l'un de ses sujets : il voit alors par ses yeux et contrôle tous ses gestes ; l'affichage passe en vue subjective et varie selon la créature possédée : les vampires voient tout en rouge, les mouches possèdent une vision fragmentée due à leurs yeux à facettes, etc.

### Sortilèges
Le joueur peut lancer des sortilèges, ce qui l'oblige presque toujours à dépenser de l'or ; parfois, la puissance ou la durée du sort varient en fonction du montant dépensé. Les sorts sont stockés dans les bibliothèques sous la forme de petits livres, ce qui implique que la capture d'une bibliothèque ennemie permet d'apprendre les sortilèges ennemis.

Il y a 16 sortilèges à déloquer au fur et à mesure d'une partie:
- Possession : Permet de contrôler un créature en vue subjective
- Création de lutin : Permet de générer une unité permettant de creuser la roche et récolter de l'or
- Œil du diable : Permet de voir temporairement dans une zone sélectionnée non-découverte
- Accélération : Permet d'accélérer une créature alliée
- Obéissance : Permet d'accélérer toutes les créatures alliées
- Ralliement : Permet de rassembler toutes les créatures à un point donné
- Camouflage : Permet de rendre invisible une créature
- Capteur de foule : Permet de rassembler toutes les créatures au cœur du donjon
- Effondrement : Permet de générer un éboulement qui blesse autant alliés qu'ennemis
- Guérison :  Permet de soigner une créature
- Foudre :  Permet de générer un éclair qui blesse autant alliés qu'ennemis
- Protection :  Permet de protéger une créature
- Galinamorphose : Permet de changer un ennemi en poulet
- Épidémie : Permet de donner la peste à un ennemi, un poison qu'il partagera avec les créatures qu'il croisera avant sa mort
- Armageddon : Permet de téléporter toutes les créatures ennemis et alliés au cœur du donjon pour un combat final
- Défortification : Permet de faire une brèche dans le donjon fortifié d'un ennemi gardien

Chaque sortilège a été doublé par Richard Ridings.

### Surprises
Les surprises sont des petites boites éparpillées sur la carte, et souvent difficiles à découvrir, que l'on retrouve lors de la campagne solo. Les lutins les stockent dans une bibliothèque en attendant qu'elles soient utilisées. Elles procurent les avantages suivants :
- « Augmenter niveau » accorde un niveau supplémentaire à toutes les créatures du joueur ;
- « Transférer créature » transférera une créature choisie par le joueur dans le monde suivant ;
- « Ressusciter créature » rend la vie à une créature décédée ;
- « Multiplication » duplique chacune des créatures du joueur (bonus rare) ;
- « Sécurité » fortifie le donjon du joueur ;
- « Dévoiler carte » révèle l'intégralité de la carte ;
- « Voler héros » offre les services d'un héros ennemi ;
- « Localiser monde caché » permet d'accéder à un niveau secret une fois le niveau en cours achevé.

## Développement
À sa sortie, le moteur graphique était très avancé pour l'époque puisqu'il gère dynamiquement les lumières : le curseur sert aussi de lampe et éclaire la région autour de lui ; les sorts de feu éclairent les salles qu'ils traversent, etc. De nombreux éléments sont en 3D, même si les créatures et certains objets (cœur du donjon, piège…) restent des sprites ou des éléments modélisés en 2D.

## Accueil
L'originalité du thème, le rythme de la partie, et moult petits détails (cris des créatures, possession, etc.) ont fait de Dungeon Keeper un jeu culte. Certains critiquent toutefois les combats, où la stratégie se limite généralement à laisser tomber un tas de créatures dans la zone disputée.

## Suite
Dungeon Keeper 2 sort en 1999 ; contrairement à son prédécesseur, cette suite entièrement en 3D permet de jouer sur Internet. Dungeon Keeper 3, annoncé par une vidéo sur le CD de Dungeon Keeper 2, voit son développement annulé le 1er août 2000 par Electronic Arts. Un membre de Bullfrog, Ernest W. Adams, designer en chef de l'équipe DK3 à l'époque, déclara sur son site web que Dungeon Keeper 3 aurait dû s'appeler War for the Overworld ; parmi les principales nouveautés, il était prévu que l'action puisse se dérouler en extérieur et qu'une troisième race neutre appelée « les Ainés » intervienne. Toujours d'après Ernest W. Adams, le projet fut stoppé par Electronic Arts, trop frileux pour se lancer dans un Dungeon Keeper expérimental après le semi-échec commercial du second volet et un marché du jeu vidéo PC en recul avec l'arrivée de la PS2. Cette décision marqua la fin de la marque Bullfrog ; Electronic Arts, qui détenait la société depuis 1998, réaffecta les employés de Bullfrog sur d'autres projets tels que la série Harry Potter.
War for the Overworld (en) développé par Subterranean Games et qui est sorti le 2 avril 2015 est considéré comme le successeur spirituel de la série et a reçu l'appui personnel de Peter Molyneux.